# La Baliza (Nueva España)
La Baliza, o simplemente Baliza, fue un territorio del Imperio español, que abarcaba el actual Belice.
El territorio se encontraba en la costa del mar Caribe limítrofe entre el Reino de México y la Capitanía General de Guatemala, a donde pertenecía. A partir del siglo XVII fue la base de los piratas baymen ingleses, dedicados a la tala y contrabando del palo de tinte. Aunque en 1779 los baymen fueron expulsados por la Armada española, la batalla de cabo San Jorge de 1789 está considerada el inicio del control de facto inglés de La Baliza. El dominio español sobre La Baliza se extinguió con las independencia de Centroamérica en 1821.

## Toponimia
La Baliza puede derivar de las balizas que señalaban la presencia de arrecifes, escollos y fondos arenosos para los navegantes españoles, empleadas asimismo por los piratas baymen para la navegación.  Además, en los mapas se identifican las nomenclaturas de Costa de Walis y Wallis.

## Historia

### SigloXV
El cuarto viaje de Colón (1503) identificó el golfo de Honduras. Las exploraciones de la costa caribeña de Centroamérica cercanas a La Baliza corresponden a Pinzón y Solís (1508) desde Tierra Firme al golfo de México, Juan de Grijalba (1518) que llegó a isla Cozumel, Andrés Niño (1524) quien falleciera en las costas de Honduras buscando una ruta hacia el lago Nicaragua o la conquista de Guatemala emprendida por Hernán Cortés desde Trujillo (actual Honduras). Sin embargo, los esfuerzos en las conquistas americanas, unidos a la ausencia de puertos, fondeaderos y ríos con calado resultaron en el desinterés en la región de La Baliza. 
En 1511, se asentó en Belice el que sería considerado como el primer europeo en vivir en la región: el marino andaluz Gonzalo Guerrero. Al parecer, él había sido capturado por los mayas de Belice junto con su compañero soldado Gerónimo de Aguilar (tras escapar de otro grupo esclavista maya del Este del actual México, en cuyas costas había naufragado su barco al dejar Jamaica), entregándolo como regalo al cacique  maya Na Chan Can, de la Bahía de Chetumal (entre los actuales México y Belice), y quien, a su vez, lo cedió al jefe de los guerreros mayas en Chaktemal (actual Corozal Town). Guerrero, tras aculturarse, conseguir la liberación y casarse con la hija del jefe (con la que tuvo luego tres hijos), asesoró notablemente a los mayas de Belice y Yucatán sobre las tácticas militares españolas para tratar de evitar una posible futura conquista.

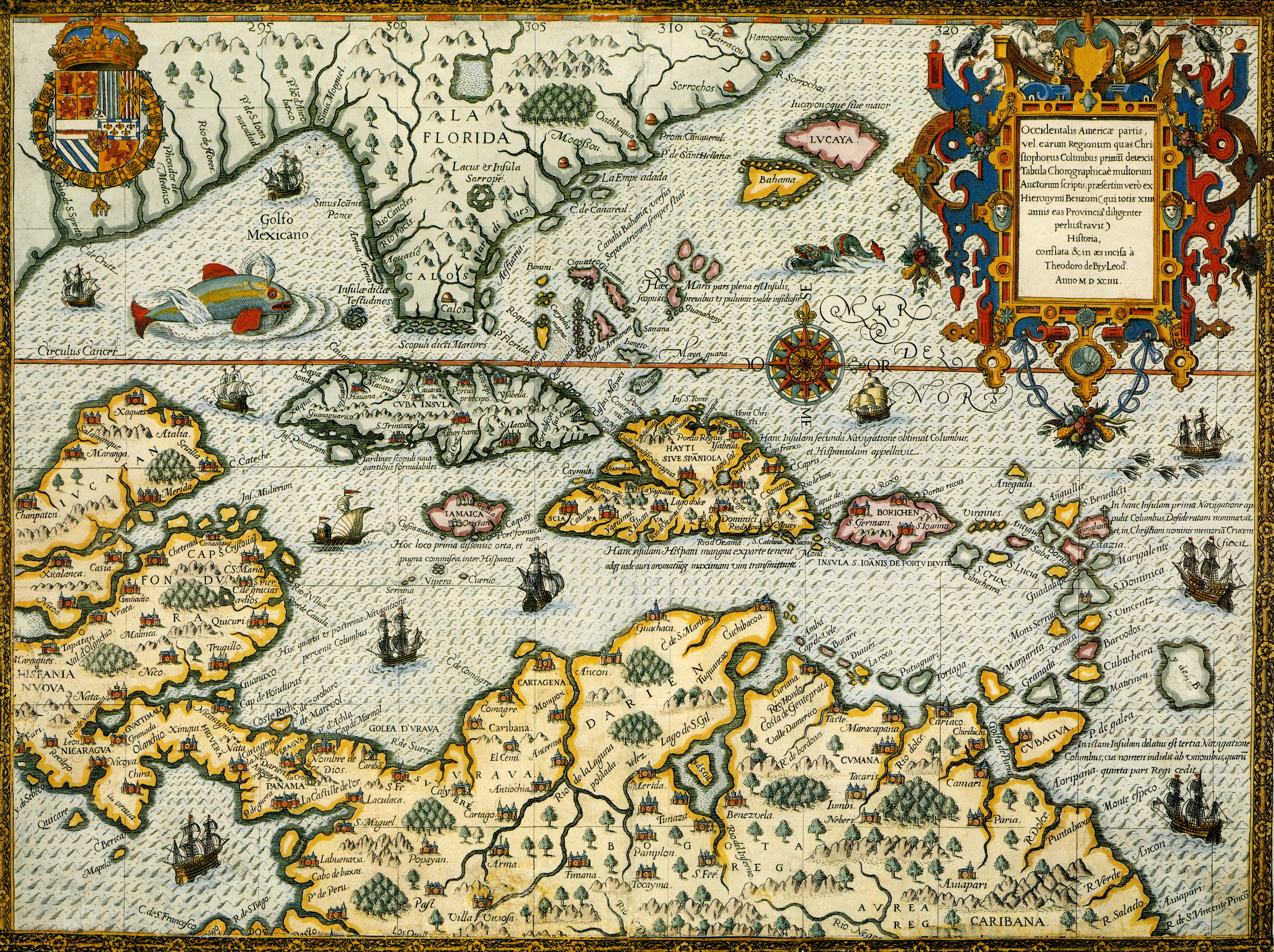
Grands and Petits Voyages (1594) del neerlandés Theodore De Bry

Fue precisamente durante esos años, en 1525, cuando Hernán Cortés, tras abandonar el Yucatán (a donde llegó en 1519 para conquistar la región), cruzó la esquina suroeste del actual Belice y, el 27 de diciembre de 1527, el territorio fue incorporado a la Capitanía General de Guatemala cuando esta se fundó, siendo integrado, en la segunda mitad de ese siglo, a la Gobernación de Yucatán, en el Virreinato de Nueva España.
Sin embargo, en este año (1527), un ejército español al mando del conquistador Francisco de Montejo llegó al sur de Yucatán y Belice con el fin de mostrar su dominio sobre los mayas allí presentes. Para defender el territorio, Guerrero y su hijo lideraron un ejército maya, a los que, como hemos comentado, habían enseñado tácticas militares, contra el ejército español, derrotándolo fácilmente en 1529. Debido a esto, en 1531, llegó a Yucatán y Belice otro ejército liderado por el teniente de Montejo, Alonso Dávila, que corrió la misma suerte, siendo derrotado en Chaktemal y evitando así la ocupación española al sur del Río Hondo (en la frontera norte del actual Belice). Esta fue, al parecer, la primera batalla de Belice contra un ejército invasor europeo.
Sin embargo,  el territorio se mantuvo oficialmente bajo dominio español. Así, es en 1544 cuando se registran los primeros documentos escritos sobre la presencia de comunidades españolas en Belice. Estos primeros colonos se establecieron en la ciudad maya de Lamanai, ciudad en la que se edificó una iglesia española en 1570, siendo esta ciudad la que absorbió mayores influencias europeas en Belice. Sin embargo, la relación entre españoles y mayas nunca fue pacífica: en 1545, un ejército expedicionario español, liderado por Pacheco, atacó a las comunidades mayas establecidas en el norte de Belice y en el sur del actual estado mexicano Quintana Roo, y mató en Bacalar a la mayoría de los guerreros e incluso a mujeres y niños, por lo que muchos de los supervivientes emigraron a Belice, que se convirtió en un refugio para ellos y para los mayas que seguían luchando contra el dominio español.
Por su parte, los primeros misioneros españoles en Belice llegaron al territorio en 1550, tras evangelizar a la población chol (un grupo lingüístico perteneciente al grupo étnico de los K'ekchi) de México y Guatemala, avanzando hasta la Bahía de Amatique (en la actual Provincia de la Verapaz, en la mitad sur del actual Belice).

### SigloXVII
Sin embargo, fueron pocos los españoles que se asentaron en el lugar, debido a la falta de minerales para ellos importantes, tales como el oro, y la fuerte defensa de los mayas respecto a la península de Yucatán.  Así, los colonos españoles residentes en Belice lucharon con frecuencia contra los mayas, quienes, además, se vieron afectados por las enfermedades que llevaban los españoles.
Después de mediados del siglo XVI, hay pocas pruebas de exploraciones españolas en Belice, si bien no de evangelizaciones: en 1618 fue evangelizada la región de Pucté, en el norte del actual Belice, y, en 1621, lo fueron las regiones de los Mopanes y Tipúes, en la parte central del territorio.
La única excepción de exploraciones españolas en Belice después de mediados del siglo XVI la encontramos en un viaje realizado por un padre dominico, fray José Delgado, en 1677. Delgado viajó a lo largo de Belice en dirección al municipio de Bacalar, en el ya mencionado estado mexicano Quintana Roo. Sin embargo, no pudo continuar su camino porque, antes de llegar al municipio mexicano, fue capturado y despojado por algunos ingleses en alguna zona cercana al Río de Texoc (probablemente el actual Río Mullins). Hay que mencionar que Delgado registró en su diario los nombres de los tres grandes ríos que él cruzó mientras viajaba hacia el norte, a lo largo de las costas caribeñas: Rio Soyte, Rio Xibum, and Rio Balis. Estos nombres, que corresponden a los ríos Sittee, Sibun, y Belize River, se los dio a conocer un traductor que viajaba con él.
Por otra parte, Tipu, en la antigua provincia beliceña de Dzuluinicob (en el centro de Belice), aunque conquistada por los españoles en 1544, estaba demasiado lejos de los centros del poder en Nueva España como para controlarlo de manera efectiva durante mucho tiempo. Miles de mayas indígenas huyeron hacia el sur de Yucatán, en la segunda mitad del siglo XVI, y el pueblo de Tipu se rebeló contra la autoridad española. Tipu era al parecer demasiado importante como para ignorarlo debido a su proximidad a Itzá de Lago Petén Itzá, en la actual Guatemala. Así, en 1618 y 1619, dos franciscanos, trataron de convertir a la gente de Tipu al cristianismo y construyeron una iglesia en el lugar. Cuando los españoles "pacificaron" la región en el siglo XVII, ellos desplazaron por la fuerza los asentamientos indígenas a las tierras altas de Guatemala. Los españoles iniciaron sus incursiones importantes en el área de Yucatán; sin embargo, se encontraron con una fuerte resistencia de las provincias mayas de Chetumal (región situada entre el norte de Belice y costas sureñas de Quintana Roo) y Dzuluinicob. La región se convirtió en un lugar de refugio de la invasión española, pero los mayas que escapaban trajeron consigo enfermedades que habían contraído al encontrarse anteriormente con los españoles. Epidemias posteriores de viruela y fiebre amarilla, junto con malaria endémica, devastó a la población indígena.
En 1638 comenzó un período de resistencia en Tipu, y en 1642, toda la provincia de Dzuluinicob estaba en un estado de rebelión. Los mayas abandonaron ocho ciudades en este momento, y unas 300 familias fueron reubicadas en Tipu, el centro de la rebelión. En la década de 1640, la población de Tipu ascendió a más de 1000 personas. La piratería a lo largo de la costa se incrementó durante este período. En 1642 y en 1648, los piratas saquearon Salamanca de Bacalar, la sede del gobierno español en el sur de Yucatán. El abandono de Bacalar finalizó el dominio español sobre las provincias mayas de Chetumal y Dzuluinicob.

De todas formas, entre 1638 y 1695, los mayas que residían en Tipu aún gozaron de autonomía del dominio español. Pero en 1696, los soldados españoles utilizaron Tipu como una base desde la cual se pacificaría la zona y se apoyarían las actividades misioneras. En 1697 los españoles conquistaron al territorio Itzá, y en 1707, los españoles reasentaron por la fuerza a los habitantes de Tipu en una zona cercana al Lago Petén Itzá.

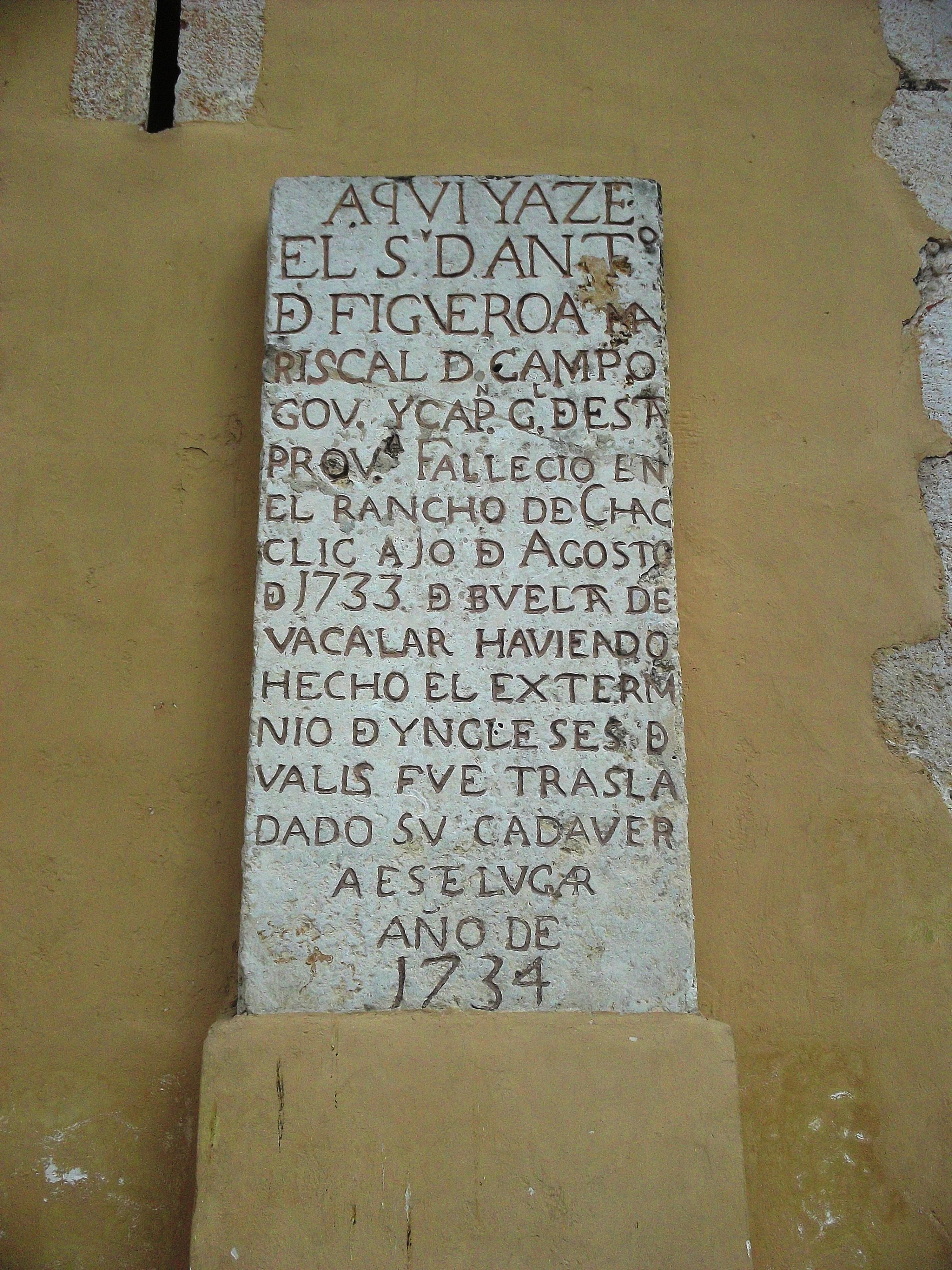
Narración de un incidente de la batalla en Bacalar (1733)

Los colonos ingleses se asentaron en Belice, concretamente en la zona conocida como la Baymen, según algunos autores (como Carrillo Ancona) ya en el siglo XVI, seguidos en el siglo XVII por escoceses y piratas -que pasaron a denominarse a sí mismos también como Baymen- también de origen británico. Así, en 1638, buscando una zona protegida desde la cual pudieran atacar a los barcos españoles, piratas británicos se asentaron en la costa de Belice.
De esta forma, los británicos establecieron una colonia comercial en este territorio y comenzaron a importar, desde 1655, esclavos africanos provenientes mayoritariamente de Jamaica, Bermudas y otras colonias británicas centroamericanas, iniciando así, su dominio sobre esa parte española de Centroamérica.

### SigloXVIII
En 1717, para evitar asentamientos extranjeros en Belice, un ejército español proveniente de El Petén (Guatemala) y liderado por el Mariscal Antonio Figueroa y Silva Lazo, gobernador de la península de Yucatán, expulsó a los ingleses de Río Belice, expulsión que terminó con la batalla de Bacalar en 1733.
Esta expedición desarrolló una serie de incursiones españolas con ese objetivo. Así, se hace mención de un ataque español fracasado en 1726, y otro ataque en 1730 (cuando los españoles se llevaron a cincuenta prisioneros británicos).
Además, en 1745, se efectuó un tercer ataque español que destruyó los campos que se extendían a lo largo del Río Nuevo y los españoles capturaron a varios esclavos y, en 1747, los españoles obligaron a los llamados Hombres de la Bahía, una pequeña fuerza de leñadores británicos residentes en Baymen, a abandonar Belice y emigrar a la isla de Roatán, en Honduras. A pesar de ello, sin embargo, aún se mantuvieron comunidades británicas en la región, lo que provocó que los españoles atacaran nuevamente a la población británica del territorio en 1754, ataque proveniente de Guatemala y que logró ser detenido por algunos Baymen y sus esclavos en Laboring Creek ("Arrollo de Obreros").
Sin embargo, la salida del ministro de Secretaría Marqués de la Ensenada -primer político español que se interesó por la existencia de leñadores ingleses dedicados en cortar el palo de tinte en Belice, castigándolos y aumentando la competencia de dichos palos de tinte en 1743- y el nombramiento de Richard Wall como nuevo Ministro de Estado, provocó un cambio en favor de los británicos en la política española, influida y presionada por el embajador británico Benjamin Keene. Así, se suspendieron los intentos de desalojar y extermininar a los británicos en Belice. Más bien, por el Tratado de París de 1763, la corona española concedió a los colonos británicos el derecho a ocupar la zona, poner factorías y explotar el palo de tinte a cambio de poner fin a la piratería. Esto significó el reconocimiento jurídico de los cortadores de palo de tinte, quienes hasta entonces vivían ilegal y clandestinamente en la región. Si bien, el tratado obligaba a Inglaterra a demoler todas las fortificaciones que hubiera construido en la Bahía de Honduras.

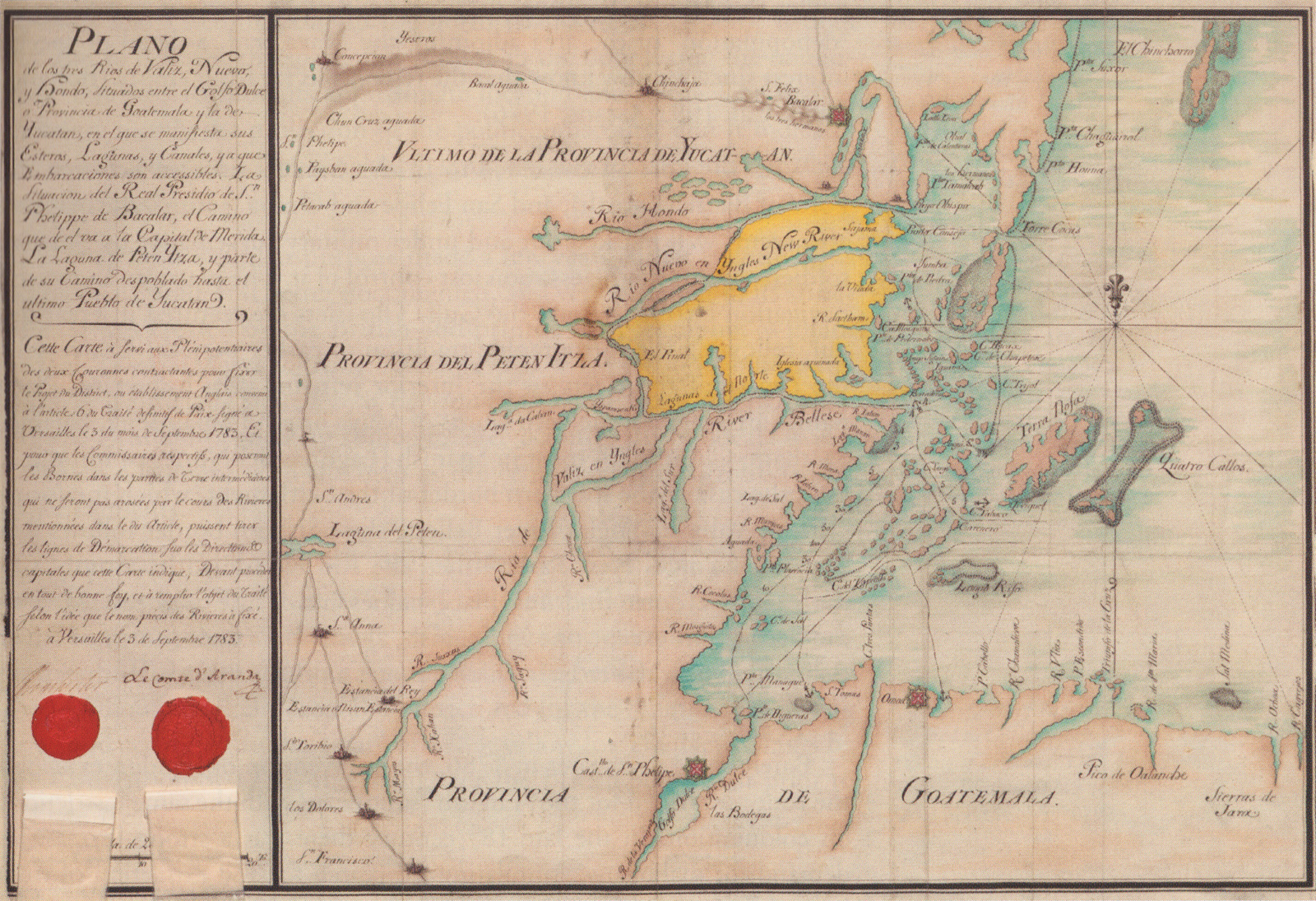
Mapa de los ríos Valiz, Nuevo y Hondo, situados entre el golfo Dulce o provincia de Guatemala y la provincia de Yucatán (1783) plano del Conde de Aranda.

Sin embargo, el 15 de septiembre de 1779, España rompe nuevamente sus relaciones con Gran Bretaña y poniendo como pretexto, entre otros, los "desmanes y excesos cometidos en la Bahía de Honduras" por parte de los británicos, les declara la guerra. Así, los barcos españoles sorprendieron a los habitantes del Cayo St. George -principal centro de población británica de la región en esos momentos-, incendiando los edificios, tras lo cual se llevaron 140 prisioneros que fueron encarcelados en las mazmorras de La Habana y no se liberaron hasta 1782. En ese mismo mes, el gobernador de Yucatán desalojó a los ingleses de toda la costa centroamericana.
Más tarde, el 20 de enero de 1783 se firmaron los preliminares de paz entre ambos países y, después de varias reuniones, se firma el Tratado de Versalles en ese año (1783), en el cual España cedió a Gran Bretaña una pequeña parte del actual Belice, unos 1,482 km- o 4,804-, ubicada entre los ríos Hondo y Belice.
El Tratado de Versalles permitió a los Hombres de la Bahía volver a ocupar el Cayo St. George, así como el derecho de cortar y transportar el palo de tinte dentro de ciertos límites, para cortar caoba. Los residentes del área pidieron entonces al gobierno inglés la obtención por parte de la corona española de un radio de explotación que les permitiera tener más libertad, ya que el Tratado de Versalles concentraba a los ingleses en un área muy limitada (los ingleses estaban dispersos en una gran parte de la costa de centroamericana). Además, solicitaron la elección de un superintendente y la creación de una policía, que los defendieran de las naves españolas.  A cambio, ellos pagarían las rentas de su comercio.

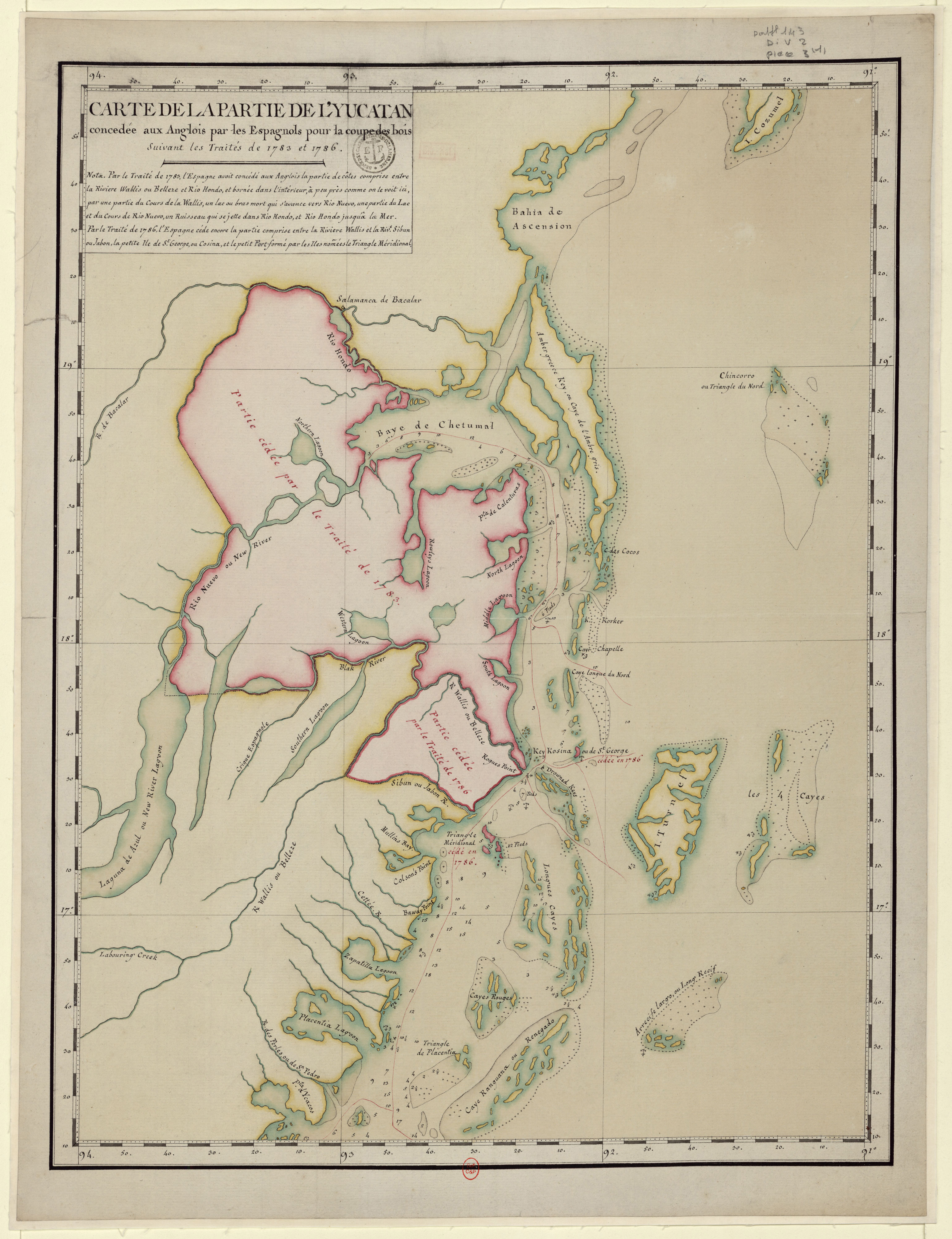
Territorios afectados por los tratados de 1783 y 1786 en época de la C.G. de Guatemala y C.G. de Yucatán.

Con el fin de recuperar el Peñón de Gibraltar como compensación, España acepta la petición británica y, dos años después, el 14 de julio de 1786, España y el Reino Unido firmaron la Convención de Londres, por el cual el primero de ellos cedía al segundo otros 1,883 km de Belice (llegando hasta el Río Sibún o Laguna Manate, al sur del Río Belice) y le permitía los derechos, no soberanía, de la mayor parte de las tierras del asentamiento, la explotación (corte y exportación) de cualquier tipo de madera y caoba que se extendieran desde el Río Hondo al Río Sibun y el derecho a ocupar la isla de Casina (también llamado Cayo St. George, St. George Key y Cayo Casina). La convención, sin embargo, no permitía a los británicos construir fortificaciones, el aprovechamiento de tierras sin cultivar ni establecer ningún tipo de gobierno, ya sea militar o civil. También obligaba a los británicos evacuar sus asentamientos en la Costa de Mosquitos, en el este de Nicaragua y Honduras occidental  Además,  el 1 de septiembre de 1786, España y el Reino Unido firmaron una declaración adicional para que un comisionario español visitara el territorio dos veces al año para prevenir de posibles abusos, por parte de los súbditos ingleses, de la licencia española concedida a ellos. Así, se constataría el cumplimiento de los artículos de la convención.
A pesar de lo firmado en la convención, en 1787, llegó a Belice un primer superintendente inglés, el Coronel Edward Mark Despard, para formar un gobierno y elaborar una administración de justicia - como ya mencionamos, el artículo 7 prohíbia a los extranjeros residentes en Belice (británicos) el establecimiento de un gobierno militar o civil-. Además, en marzo de 1789, el gobernador español permitió a cada persona que viviera en el territorio sembrar cultivos tales como hortalizas, legumbres, papas y millo para su consumo (lo que contrastaba también con la prohibición de realizar ciertos cultivos) y, en 1790, Belice ya estaba nuevamente fortificado. Todo esto rechazaba los acuerdos ejercidos con anterioridad. Más tarde, en algún momento entre 1786 y 1796, un funcionario español visitó el área de Yucatán para informar sobre las actividades de Baymen. Su informe indicó que los Hombres de la Bahía fueron ampliando peligrosamente - e ilegalmente - sus fronteras para cortar el palo de tinte también en Campeche, cerca de una ciudad de población española. Por ello, España emitió órdenes para la expulsión inmediata y efectiva de los colonos que ocupaban Belice.

#### La derrota española definitiva: Batalla del Cayo St. George
Antes de 1786, el gobierno británico no quería aumentar su poder y su colonia en Belice por temor a provocar otro ataque por parte de los españoles, a pesar de que la colonia británica en la región era ya mayor que la escasa colonia española que podría aún estar asentada allí. El retraso en la supervisión del gobierno permitió a los colonos británicos establecer sus propias leyes y formas de gobierno. Pero, en 1787, tras la Convención de Londres, llegó a Belice el primer superintendente inglés, que formó un gobierno y una administración de justicia, por lo que el gobierno británico ya tenía más poder en la región. Durante este tiempo unos pocos colonos ricos ganaron el control de la legislatura local, conocida como la Reunión Pública. Sin embargo, fue después de esto cuando España decidió, tras comprobar el aumento del territorio de los británicos de Baymen entre 1786-96, expulsarlos de la región.
En marzo de 1796 se informó de que los españoles habían iniciado los preparativos bélicos para capturar Belice y expulsar los colonos británicos de la Baymen de una vez por todas. Esto causó que los Hombres de la Bahía solicitaran de inmediato ayuda defensiva del gobernador de Jamaica, Alexander Lindsay, 6.º conde de Balcarres. Así, a inicios de 1797, el gobernador envió al teniente coronel de Belice Thomas Barrow como Comandante en Jefe a la región. De inmediato comenzaron los preparativos para defender la zona, con lo que se militarizó la colonia ya que él inmediatamente montó guardias regulares e impulsó la lucha de los colonos.
En ese año (1797), los españoles habían reunido una flota de unos 30 barcos, tripulados por 500 marineros, que llevan cerca de 2.000 soldados, reunidos por el gobernador de Yucatán, Arturo O´Neill,  para llevar a cabo la invasión. Sin embargo, muchos de los marineros y soldados fueron abatidos por la enfermedad - fiebre amarilla principalmente-. Además, hubo un motín y varios de los barcos fueron requisados y se embarcaron de regreso a México. Esto retrasó la invasión a más de un año.

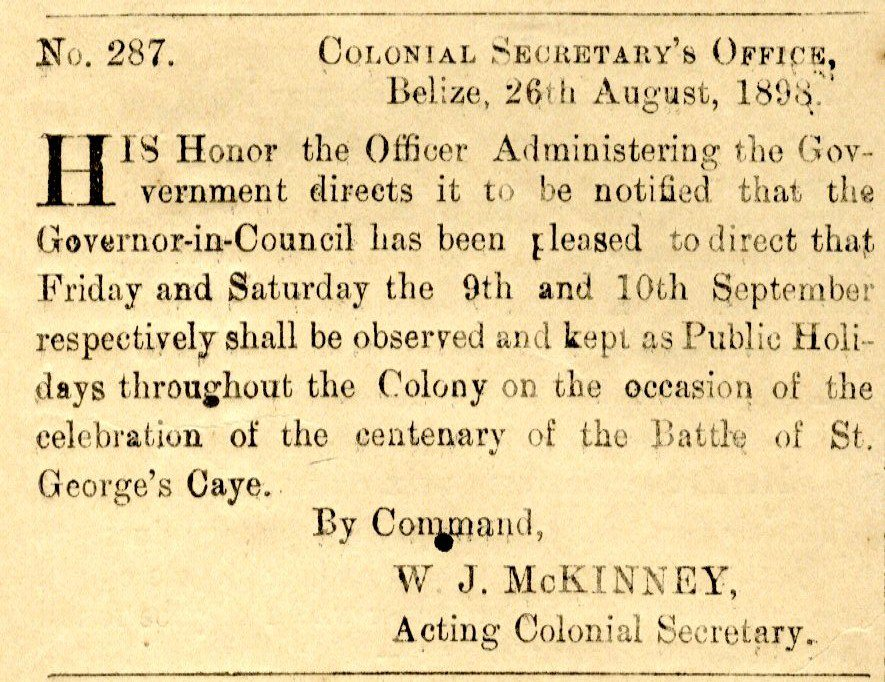
Se trata de un recorte de la Gazette de 1898 en el que se declaró que el 10 de septiembre es una fiesta oficial, debido a la derrota española por parte del ejército británico en el cabo de Saint George. Esto fue parte de los esfuerzos del Comité del Centenario.

Por otra parte, los Hombres de la Bahía contaban con una fuerza de reserva de varios cientos de hombres, dispuestos a embarcarse para desafiar a los desembarcos españoles en cualquier lugar de la isla. También, muchos de los habitantes de la zona se habían organizado para resistir cualquier desembarco español y los terratenientes ricos habían dado su consentimiento para que sus esclavos se alistaran para defender sus hogares. Alexander Lindsay de Jamaica aceptó a dar de alta a los esclavos, con tal de que fueran liberados después de la guerra.
La batalla tuvo lugar entre una tropa española del actual México y los Hombres de la Bahía, que lucharon para ganarse la vida con la asistencia de los esclavos negros.
Fue tanto el intento de mantener la soberanía del territorio por parte de los españoles, expulsando a los británicos de la región, como también la petición de protección por parte de los mayas a los británicos respecto al ataque de los españoles contra ellos y a la esclavitud, lo que desencadenó la guerra entre Gran Bretaña y España en septiembre de 1798, guerra que fue denominada La batalla del Cayo de St. George. El enfrentamiento fue llevado a cabo en las costas beliceñas. El nombre, sin embargo, es generalmente reservado para la batalla final que se produjo el 10 de septiembre.
La guerra entre españoles y británicos terminó a favor de los segundos. Debido a eso, los británicos pudieron quedarse en territorio beliceño - y en toda la parte continental de Centroamérica-, pudiendo ejercer libremente su dominio en la zona, aunque el territorio siguió siendo, oficialmente, español. El aniversario de la batalla es ahora un día de fiesta nacional en Belice.

### SigloXIX

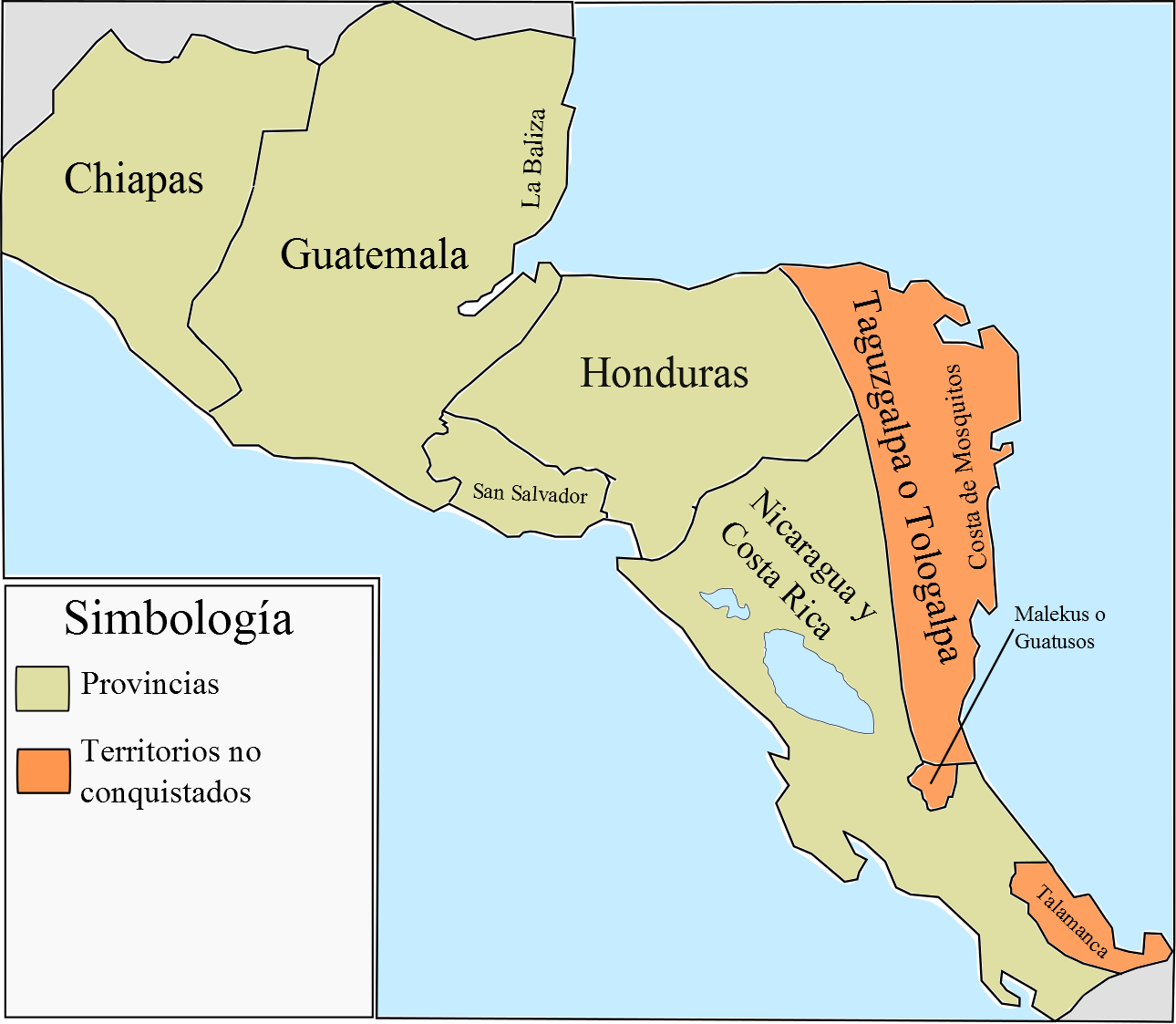
Capitanía General de Guatemala (1821) anexada al Primer Imperio Mexicano

Tras terminar la guerra, fue suscrito, el 25 de marzo de 1802,  el Tratado de Amiens, por el cual El Reino Unido ratifica la ocupación de isla Trinidad (actual Trinidad y Tobago) tras su invasión en 1797 mientras que Inglaterra se comprometió a devolver a España todas las colonias españolas que ese ocupó durante la guerra, a excepción del emplazamiento establecido entre los ríos Hondo y Sibún. Poco después, en el mismo año, los españoles exportaron a un grupo cercano a 150 Garifunas desde Trujillo (Honduras) a las costas de Belice, para que ejercieran, originalmente, la labor de leñadores.
Estos nuevos colonos se establecieron en un lugar cercano a Stann Creek (actualmente Punta Gorda) y se dedicaron a la pesca y la agricultura.
Cuando se fijaron las fronteras de los territorios de la Real Audiencia y Capitanía General de Guatemala con el virreinato de la Nueva España, Belice quedó incluido a la región de La Verapaz, en la jurisdicción de la Alcaldía Mayor de Verapaz, región situada al norte de Guatemala.
Más tarde, el 15 de septiembre de 1821, Nueva España se independiza de España, y Belice (incluyendo los 2,964 km del territorio, residenciales y explotables por los británicos según el Tratado de Versalles y la Convención de Londres, y reforzados por su victoria en la Guerra del Cabo San George, pero de nulo dominio oficial por parte de los mismos, aparte del resto del territorio) pasa a depender exclusivamente de México y Guatemala. 

## Primer Imperio mexicano, Provincias Unidas del Centro de América, República Federal de Centroamérica y Estado de Guatemala (1821-1862)
Aprovechando la independencia centroamericana, Gran Bretaña trata de conseguir que esos países reconocieran su control sobre Belice, pero la Federación Centroamericana y Guatemala lo rechazaron. Sin embargo, más tarde, en 1826, sí logró el reconocimiento mexicano del control británico de una parte de Belice (hasta el río Sibum, la mitad del actual Belice) en un tratado que firmó con ese país en dicho año.

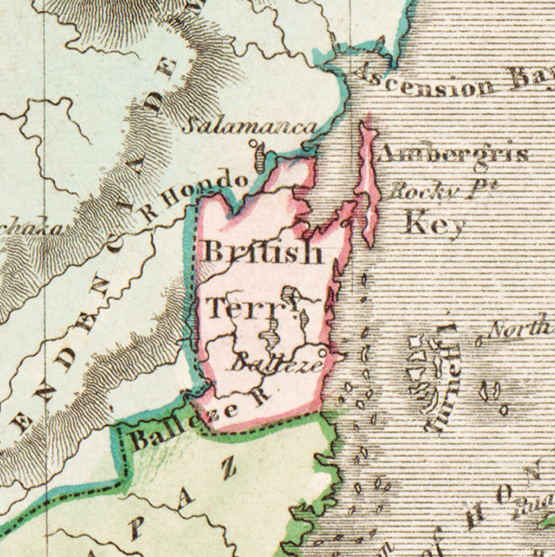
Mapa de La Baliza, 1831

Más tarde, en 1862, Gran Bretaña, supeditado por el gobernador de Jamaica, declara a todo el territorio del actual Belice oficialmente como colonia británica, territorio que hasta ese momento constituía solo un puerto guatemalteco, más de 40 años después de la independencia de Belice y del resto de Nueva España de la Corona española. Sin embargo, no sería hasta 1893, cuando México aceptó el dominio británico de la totalidad del actual territorio beliceño, a través de un tratado sobre límites. Es a partir de la segunda mitad de ese siglo, cuando comienzan las reclamaciones guatemaltecas y, en menor medida, mexicanas por la recuperación del territorio, reclamaciones que se han mantenido hasta el día de hoy.

## Sociedad
Durante el dominio oficial de Belice por parte de España, los colonos británicos asentados en la región establecieron su propia organización política y social en el territorio, constituyendo la sociedad del Belice español. Ellos también incorporaron a muchos esclavos provenientes de varias zonas del África Occidental y Central para trabajar fundamentalmente en la tala de árboles y la obtención de tinte. Sin embargo, también fueron muchos los indígenas residentes allí, los cuales pertenecieron a la etnia maya.

### Los Mayas
En Belice hubo varios pueblos mayas asentados. Los más importantes fueron los Mopan y los choles.
Los Mopans eran originaron de Belice, pero la mayoría de ellos fueron expulsados a Guatemala después de que los británicos asumieran el control de Belice a finales del siglo XVIII, tras la batalla del Cayo St. George. Sin embargo, ellos volvieron a Belice en 1886, huyendo de la esclavitud y la tributación en El Petén.

### Los británicos
Como ya hemos comentado, los británicos, llegados a La Baliza en el siglo XVI o en 1638, se mostraron reacios a establecer un gobierno formal para las zonas de asentamiento británico de la región por temor a provocar un ataque por parte de los españoles. Por iniciativa propia y sin reconocimiento por parte del gobierno británico, los colonos habían comenzado unas elecciones anuales de jueces para establecer la Common Law en 1738. En 1765 Almirante Sir William Burnaby, comandante en jefe de Jamaica, llegó al asentamiento y codificó y amplió sus regulaciones en un documento conocido como Burnaby Code. Cuando los colonos comenzaron a regresar a la zona en 1784, el gobernador de Jamaica, llamó al coronel Edward Marcus Despard para que ejerciera de Superintendente, para supervisar el establecimiento de Belice en el Golfo de Honduras
Más de 2.000 colonos y sus esclavos llegaron en 1787 al establecimiento de Belice, lo que refuerzó notablemente la presencia británica en la región y pronto se vieron en considerables tensiones con los colonos más antiguos por la cuestión de los derechos sobre la tierra y el estado.
El último ataque español en la colonia británica, la batalla de Cabo St. George,  en 1796, que terminó con la victoria británica y el mantenimiento británico en la zona.
En el siglo XVIII, un oligarquía de colonos relativamente ricos controlaban la economía política de la colonia británica. Estos colonos cobraban cerca de cuatro quintas partes de la tierra disponible en virtud del Convenio de Londres, a través de resoluciones, llamadas Ley Ubicación, que pasaban en la Reunión Pública, el nombre dado a la primera legislatura. Estos mismos hombres también eran dueños de la mitad de todos los esclavos en la colonia, las importaciones controladas, las exportaciones y el comercio al por mayor y al por menor, y determinaban la tributación. Un grupo de magistrados, a quienes eligieron de entre ellos mismos, tenían ejecutivos y funciones judiciales, a pesar de la prohibición de la acción ejecutiva.

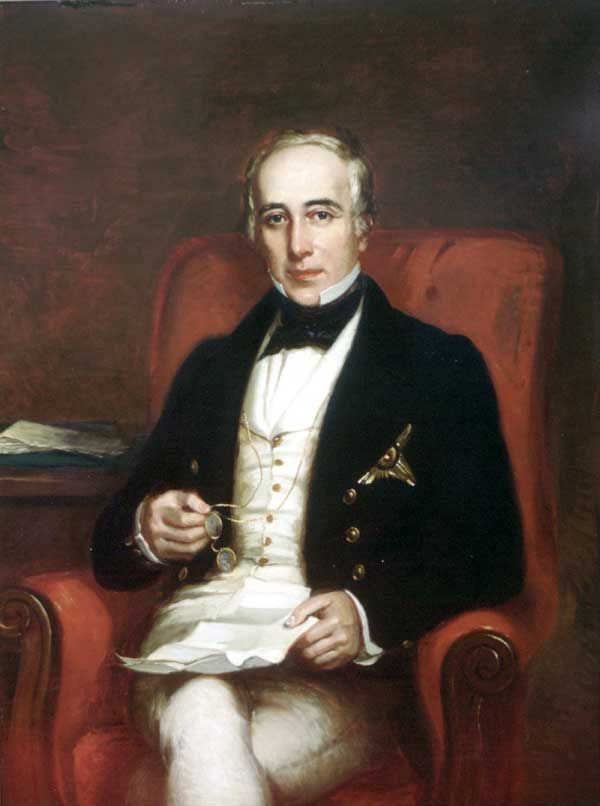
George Arthur, Superintendente de la Honduras británica.

Los terratenientes se resistieron a cualquier desafío a su poder político creciente. El coronel Edward Marcus Despard, el primer superintendente nombrado por el gobernador de Jamaica en 1784, fue suspendido en 1789 cuando los cortadores ricos desafiaron su autoridad. Cuando el Superintendente George Arthur atacó lo que llamó el "monopolio por parte de los cortadores de adinerados" en 1816, él solo tuvo un éxito parcial en la ruptura del monopolio de la tenencia de la tierra. Él proclamó que toda la tierra reclamada era desde ese momento, británica, que podrían ser concedidas por el representante de la corona, pero continuó permitiendo el monopolio existente de propiedad de la tierra.
Sin embargo, el 3 de julio de 1816 el gobierno británico incautó un cargamento de madera debido a que este había sido cortado fuera del área británica concedida para Belice en la Convención de Londres de 1786.  Hay que recordar que Inglaterra, a pesar de la derrota española en la Batalla del Cayo San George, reconocía aún la soberanía española sobre Belice, ya que la batalla mencionada solo fue ejecutada para decidir la permanencia del asentamiento británico en la región.
Así, el Parlamento británico reconoció en dos ocasiones, en 1817 y en 1819, que Belice estaba fuera de los dominios de la Corona británica. La cláusula principal de la “Ley para el más efectivo castigo de asesinatos cometidos en lugares no dentro de los dominios de Su Majestad”, que el 27 de junio de 1817 fue sancionada por el parlamento británico, establecía que Por cuantos penosos asesinatos se han convertido en la Bahía de Honduras, siendo éste un establecimiento para ciertos fines, bajo la protección de Su Majestad, pero no dentro del territorio y sus dominios de Su Majestad. La protección británica se debió al asentamiento de este origen en el territorio. Esa ley, sin embargo, fue reformada en 1819, aunque hasta 1858 aún se mantenía vigente.
El debilitamiento militar desarrollado en España y la independencia de las colonias españolas de América facilitaron la expansión de las actividades, presencia y asentamientos británicos hacia territorios situados más al sur, en la Audiencia de Guatemala. Así, el área se vio ampliada hasta el Río Sartoon, penetrando, además, hacia la parte occidental de Belice, hasta El Petén.

### Los Esclavos
Debido a que los tratados entre España y Gran Bretaña prohibieron la producción de cultivos de plantación, los colonos británicos importaron esclavos para ayudar con el trabajo de la tala de árboles y la obtención de tinte. La esclavitud en el establecimiento fue asociado con la extracción de madera, palo de tinte y luego de la caoba. Esta diferencia en la función económica dio lugar a variaciones en la organización, las condiciones, y el tratamiento de los esclavos. Los primeros esclavos africanos llegados a Belice llegaron en 1724, cuando según un misionero español los británicos habían estado importando esclavos desde Jamaica y Bermudas. En la segunda mitad del siglo XVIII, la población esclava se cernía en torno a 3.000, lo que representa alrededor de tres cuartas partes de la población total. La mayoría de los esclavos, incluso si fueron llevados a través del comercio con las Antillas, nacieron en África, probablemente en Ghana (en los territorios Fante-Ashanti, Ewé, Ga), en los alrededores de la Bahía de Benín, Nigeria (en los grupos étnicos Ibo, Efik), la Cuenca del Congo y Angola - las principales fuentes de esclavos británicos en el siglo XVIII-.  También llegaron Wolof, Fulani, Hausas y Kongos. Al principio, muchos esclavos africanos mantienen identificaciones étnicas y prácticas culturales africanas, pero poco a poco, sin embargo, el proceso de asimilación fue creando un nuevo grupo étnico:  los Krioles.
Los blancos, aunque eran una minoría en el asentamiento, monopolizaron el poder y la riqueza mediante el dominio de las principales actividades económicas del comercio y el corte de la madera. También controlaban la primera legislatura y las instituciones judiciales y administrativas. Como resultado de ello, los colonos británicos tuvieron una influencia desproporcionada sobre el desarrollo de la cultura criolla. Los misioneros anglicanos, bautistas y metodistas ayudaron a devaluar y suprimir patrimonio cultural africano.
Los colonos necesitaron sólo uno o dos esclavos para cortar palo de tinte, un pequeño árbol que crece en grupos cerca de la costa. Pero a medida que el comercio pasaba a la producción de caoba en el último cuarto del siglo XVIII, los colonos necesitaban más dinero, tierras y esclavos para ampliar la escala de las operaciones. Después de 1770, el 80 por ciento de todos los esclavos varones de diez años o más cortaban madera.
Los amos coloniales utilizaban esclavos domésticos, en su mayoría mujeres y niños, para limpiar sus casas, coser, lavar y planchar la ropa, preparar y servir la comida y criar a sus hijos. Algunos esclavos cultivan disposiciones que, o bien se venden o utilizan para salvar a sus propietarios una parte del costo de la importación de alimentos. Otros esclavos trabajaban como herreros, marineros, personal de enfermería, y los panaderos.
La experiencia de los esclavos, aunque diferente de la de las plantaciones en otras colonias de la región, sin embargo, era opresiva. Los esclavos, solían practicar el suicidio, el aborto, el asesinato, la hida y la revuelta. Los esclavos que vivían en grupos pequeños, dispersos y remotos podría escapar con relativa facilidad si estaban dispuestos a dejar a sus familias. En el siglo XVIII, muchos escaparon a Yucatán, y en el siglo XIX un flujo constante de fugitivos fue a Guatemala y por la costa hasta Honduras. Algunos fugitivos establecieron comunidades en zonas tales como un río, cerca de Sibún que ofrecían refugio a los demás. Hubo numerosas revueltas de esclavos, la última de las cuales se desarrolló en 1820, liderado por dos esclavos negros, Will y Sharper, que involucró a un número considerable de individuos bien armados quienes "habían sido tratados con dureza muy innecesariamente por su dueño."
Una minoría de colonos mantuvo el control fue dividiendo a los esclavos de la creciente población de criollos libres que recibieron limitados privilegios. Aunque algunos criollos eran legalmente libres, no podían participar en una comisiones en el ejército ni actuar como jurados o jueces, y sus actividades económicas estaban restringidas. Podían votar en las elecciones sólo si ellos poseían más bienes y vivían en la zona ya ellos eran blancos. Los privilegios, sin embargo, llevó a muchos negros libres para subrayar su lealtad y la aculturación británicas. Cuando los funcionarios de otras colonias británicas del Caribe comenzaron a ampliar los derechos legales de los negros libres, la Colonial Office amenazó con disolver la reunión pública de los Baymen. Los negros libres obtuvieron derechos civiles el 5 de julio de 1831, pocos años antes de la abolición de la esclavitud.
La Ley de abolición de la esclavitud de 1833, promulgada para todas las colonias británicas, tenía por objeto evitar drásticos cambios sociales efectuando la emancipación en un período de transición de cinco años. El acto contó con dos medidas generosas para los propietarios de esclavos: un sistema de "aprendizaje" calculado para ampliar su control sobre los antiguos esclavos que iban a seguir trabajando para sus amos sin sueldo y la indemnización para los antiguos dueños de esclavos por su pérdida de propiedad. Estas medidas ayudaron a que la mayoría de la población, aun cuando fue liberada legalmente después de que terminara el aprendizaje en 1838, dependíera de sus antiguos propietarios para el trabajo. Estos propietarios todavía monopolizaban la tierra. Antes de 1838, un puñado de los habitantes del asentamiento controlaban y poseían la mayor parte de la gente. Después de 1838, los maestros del asentamiento, una pequeña élite, continuó controlando el país durante más de un siglo por negar el acceso a la tierra, y la promoción de la dependencia económica de los esclavos liberados a través de una combinación de avances salariales y las tiendas de la compañía.